# Cyphon marocanus
Cyphon marocanus es una especie de coleóptero de la familia Scirtidae.

## Distribución geográfica
Habita en  Marruecos.
- Datos: Q2642148